# 2019 في لبنان
تعرض هذه المقالة الأحداث التي وقعت في لبنان خلال عام 2019.

## المناصب
- رئيس الجمهورية: ميشال عون
- رئيس الحكومة: سعد الحريري

## الأحداث

### يونيو
- 3 يونيو: مقتل أربعة عناصر من الجيش وقوات الأمن جراء حادثة إطلاق النار في طرابلس.[1]

### أغسطس
- 25 أغسطس - تحطم طائرتين دون طيار زعمت السلطات اللبنانية أنهما من إسرائيل، في منطقة الضاحية الجنوبية في بيروت. اصطدمت الطائرة الأولى بالمركز الإعلامي لحزب الله، وانفجرت الطائرة الثانية في الجو بعد 45 دقيقة. وكان هذا أول حادث من نوعه بين لبنان وإسرائيل منذ حرب 2006 بينهما.[2]
- 26 أغسطس - هجوم قوسايا: تعرض مقر الجبهة الشعبية لتحرير فلسطين لهجوم بطائرات مسيرة إسرائيلية في قوسايا في سهل البقاع قرب الحدود السورية.[3]

### أكتوبر
- 13 أكتوبر - اندلاع حوالي 100 حريق غابات في جميع أنحاء لبنان، واستمرت حتى 15 أكتوبر. ما أدى لمقتل شخص واحد.[4]
- 17 أكتوبر - انطلاق الاحتجاجات اللبنانية
- 29 أكتوبر - استقالة رئيس الوزراء سعد الحريري ردا على الاحتجاجات ضد الحكومة.[5]

### ديسمبر
- 19 ديسمبر - انتخاب حسان دياب رئيسا للحكومة اللبنانية.[6]
- 30 ديسمبر - هروب كارلوس غصن من اليابان إلى بيروت.[7]

## الوفيات

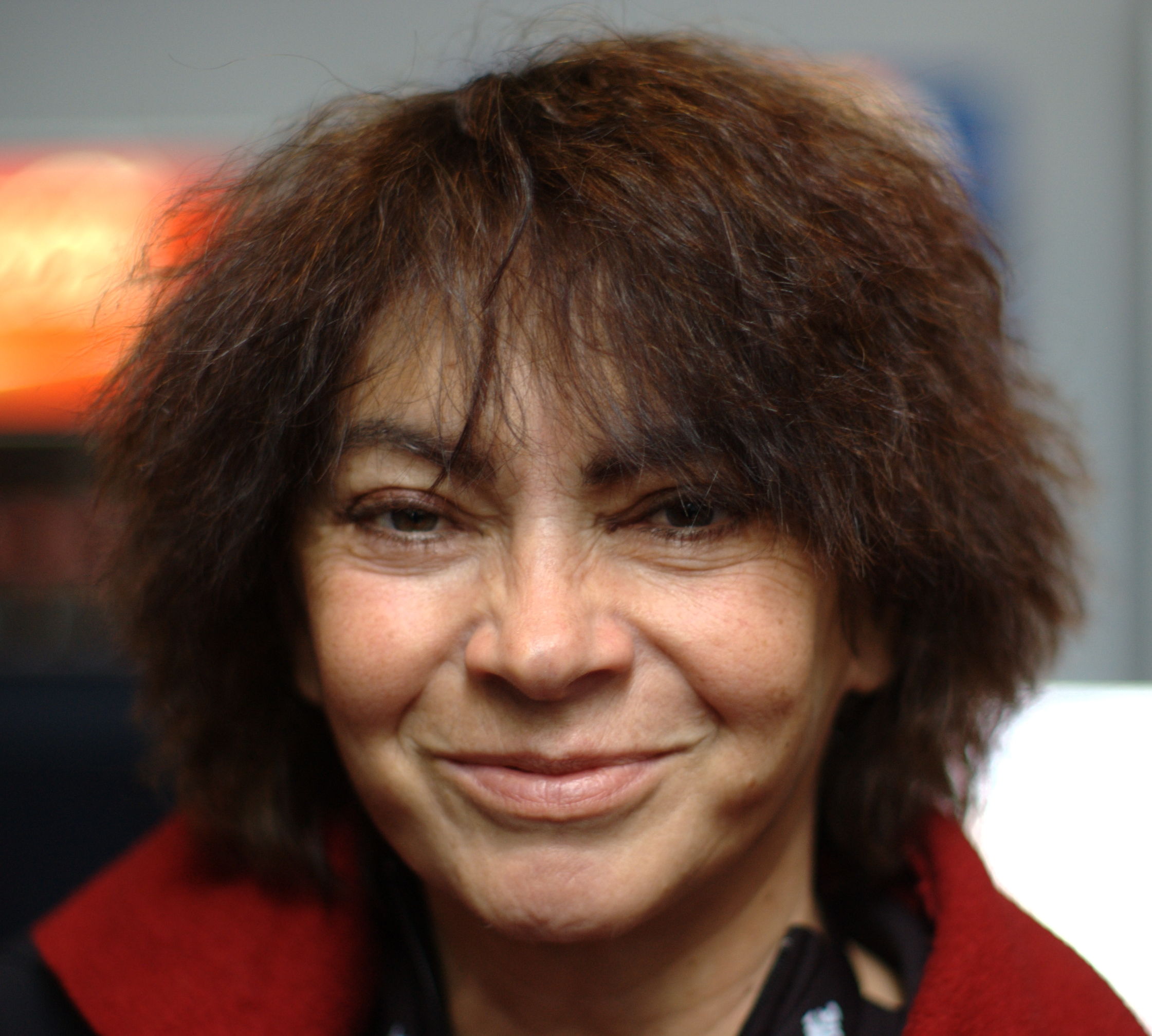
جوسلين صعب

- 7 يناير - جوسلين صعب، صحفية ومخرجة سينمائية (مواليد 1948).[8]

- 9 يناير – جبران عريجي، سياسي (مواليد 1951).[9]

- 19 يناير – مي منسى، كاتبة وصحفية (مواليد 1939).[10]

- 23 يناير – جورج نصر، مخرج سينمائي (مواليد 1927).[11]

- 10 فبراير – روبير غانم، محامي وسياسي (مواليد 1942).[12]